# Hans Holthuis (jurist)
Hans Holthuis (1 juli 1947) is een Nederlands jurist. Gedurende ruim twintig jaar was hij officier van justitie bij verschillende parketten in Nederland, van 2001 tot en met 2009 was hij Hoofd Griffier (“Registrar”) van het Joegoslavië Tribunaal in Den Haag en van 2010 tot en met 2017 was hij raadsheer in de Gerechtshoven Amsterdam en Den Haag.

## Levensloop
Holthuis begon zijn loopbaan in 1972 bij de afdeling voor burgerlijk recht van het Ministerie van Defensie en was vanaf 1975 rechterlijk ambtenaar in opleiding (raio) bij de Rechtbank in Den Haag. Vervolgens was hij vanaf 1979 plaatsvervangend en eerste officier van justitie van het parket bij de arrondissementsrechtbank van Den Haag. Vanaf 1985 richtte hij zich daarnaast op de samenstelling van het vervolgingsbeleid op het gebied van drugs en fraude en van 1988 tot 1991 had hij de leiding over het Studiecentrum Rechtspleging (SSR) in Zutphen dat in Nederland het opleidingscentrum is van de rechterlijke macht.
In 1991 was hij van januari tot september plaatsvervangend rechter bij de rechtbank van Zutphen en aansluitend hoofdofficier van justitie van het arrondissementsparket in Zwolle. Vervolgens werd hij in 1995 hoofd van het landelijk parket van het Openbare Ministerie, dat dit jaar van start ging om de georganiseerde misdaad het hoofd te bieden. Hier bleef hij aan tot hij 1999.
In 2001 volgde hij zijn landgenote Dorothée de Sampayo op als hoofdgriffier van het Joegoslaviëtribunaal in Den Haag. In 2005 werd hij herkozen voor een nieuwe termijn van vier jaar tot hij in 2009 werd opgevolgd door de Australiër John Hocking, die tot die tijd plaatsvervangend hoofdgriffier was geweest.
Tijdens zijn 2 termijnen van 4 jaar als HoofdGriffier ontwikkelde het Tribunaal zich tot een internationaalrechtelijke instantie met een personeelsbestand van rond de 1400 personen.
Belangrijke gebeurtenissen tijdens die periode waren de arrestatie en overbrenging van de voormalige President van Servië, Slobodan Miloseviç, die voortijdig in het Huis van Bewaring kwam te overlijden en de arrestatie, overbrenging en (begin van de) berechting van Radovan Karadźiç en Ratko Mladiç.
Na afloop van zijn werk bij het Joegoslavië keerde Holthuis terug naar de Nederlandse rechterlijke macht en werd raadsheer, eerst in het gerechtshof Amsterdam en tot slot in het gerechtshof Den Haag.